# 富山県道362号桑ノ院赤毛線
富山県道362号桑院赤毛線（とやまけんどう362ごう くわのいんあかげせん）は、富山県氷見市内を通る一般県道（富山県道）である。

## 概要
- 起点：富山県氷見市桑院字吉谷1010[1]（＝富山県道64号高岡氷見線交点）
- 終点：富山県氷見市赤毛前畑1024[1]（＝富山県道29号高岡羽咋線交点）

## 歴史
- 1973年（昭和48年）3月31日：路線認定[1]。

## 接続道路
- 富山県道64号高岡氷見線（氷見市桑院：起点）
- 富山県道29号高岡羽咋線（氷見市赤毛：終点）

## 通過する自治体
- 富山県
  - 氷見市

## 周辺
- 桑院大池（上庄川沿岸用水溜池）